# Kurzschlussversuch
Als Kurzschlussversuch bezeichnet man in der Elektrotechnik eine Versuchsschaltung, die dazu dient, die Eigenschaften einer elektrischen Maschine messtechnisch zu überprüfen. Bei dem Kurzschlussversuch wird mittels absichtlicher Kurzschlüsse der effektive Widerstand messtechnisch ermittelt.

## Schaltungsaufbau und Versuchsdurchführung

### Transformator

Kurzschlussversuch und Kurzschlussersatzschaltbild bei Transformatoren (einphasige Darstellung)

Der Kurzschlussversuch ist insbesondere bei größeren Transformatoren erforderlich, da diese unter den Bedingungen des Bemessungsbetriebs nicht zu prüfen sind. Dies liegt daran, dass die Prüfungen am Einsatzort aufgrund der sich ändernden Belastungen und Netzverhältnisse keinen länger andauernden Bemessungsbetrieb zulassen. Aus diesem Grund werden Transformatoren im Prüffeld mit dem Kurzschlussversuch überprüft. Hierzu wird der zu prüfende Transformator über einen Stelltransformator an das Stromnetz angeschlossen. Zur Spannungsmessung wird auf der Primärseite des Prüflings ein Spannungsmessgerät angeschlossen und zur Strommessung wird ein Strommessgerät zwischengeschaltet. Außerdem wird noch ein Leistungsmesser parallel zum Spannungsmessgerät geschaltet. Die Sekundärseite des zu prüfenden Transformators wird kurzgeschlossen. Bei kleineren Transformatoren wird die Sekundärseite über ein weiteres Strommessgerät kurzgeschlossen. Wird die Sekundärseite ohne Strommessgerät kurzgeschlossen, werden nur die Messgrößen der Primärseite messtechnisch erfasst. Die Eingangsspannung wird anschließend von Null beginnend solange gesteigert, bis auf der Primärseite der Nennstrom {\displaystyle I_{\mathrm {1N} }} fließt. Die Spannung, die dann auf dem Spannungsmessgerät angezeigt wird, ist die Kurzschlussspannung {\displaystyle U_{k}}. Sie entspricht genau dem Spannungsabfall des Transformators bei Nennbetrieb. Mit dem Leistungsmesser werden die Kupferverluste des Transformators ermittelt. Beim Kurzschlussversuch treten am realen Transformator betragsmäßig die gleichen Stromwärmeverluste auf, wie im Bemessungsbetrieb. Die Abbildung zeigt einen Transformator im Kurzschlussversuch. Die ausführliche Darstellung, links in der Abbildung, lässt sich zur rechten Darstellung vereinfachen. Der Kurzschlussstrom wird hauptsächlich im Längsstrang des Transformators wirksam, sodass der Querstrang vernachlässigbar ist.

### Asynchronmotor
Der Kurzschlussversuch lässt sich auch bei Schleifringläufermotoren durchführen. Um den Kurzschlussversuch durchzuführen, muss die Motorwelle mit einer Spannvorrichtung blockiert werden und die Wicklung des Läufers wird kurzgeschlossen. Da die Motorwelle nicht dreht, wird der Motor auch nicht durch den Lüfter gekühlt. Damit die Ständerwicklung nicht überhitzt, wird an die Ständerwicklung nur eine geringe Spannung angelegt. Die Ständerspannung wird so bemessen, dass im Ständer maximal der 1,2fache Nennstrom fließt. Zur Spannungsmessung werden zwei Spannungsmessgeräte an die Motoranschlüsse angeschlossen. Zur Strommessung wird in jedem Strang ein Strommessgerät zwischengeschaltet. Der Ständerstrom wird mit unterschiedlichen Spannungen gemessen und die ermittelten Messwerte werden in ein Diagramm eingetragen und entsprechend ausgewertet.